# Drabyniwka
Drabyniwka (ukrainisch Драбинівка; russisch Драбиновка Drabinowka) ist ein Dorf im Südosten der ukrainischen Oblast Poltawa mit etwa 1100 Einwohnern.
Das Dorf wurde 1787 zum ersten Mal schriftlich erwähnt und liegt nördlich der Territorialstraße T-1734, 36 Kilometer südlich der Rajons- und Oblasthauptstadt Poltawa, das ehemalige Rajonszentrum Nowi Sanschary befindet sich 22 Kilometer westlich.

## Verwaltungsgliederung
Am 3. April 2017 wurde das Dorf zum Zentrum der neugegründeten Landgemeinde Drabyniwka (Драбинівська сільська громада/Drabyniwska silska hromada). Zu dieser zählen auch die 15 in der untenstehenden Tabelle aufgelisteten Dörfer, bis dahin bildete es zusammen mit den Dörfern Dowha Pustosch, Wesselka und Wowkiwka die gleichnamige Landratsgemeinde Drabyniwka (Драбинівська сільська рада/Drabyniwska silska rada) im Osten des Rajons Nowi Sanschary.
Am 17. Juli 2020 kam es im Zuge einer großen Rajonsreform zum Anschluss des Rajonsgebietes an den Rajon Poltawa.
Folgende Orte sind neben dem Hauptort Drabyniwka Teil der Gemeinde:
| Name                     | Name            | Name                                     |
| ukrainisch transkribiert | ukrainisch      | russisch                                 |
| ------------------------ | --------------- | ---------------------------------------- |
| Bohdaniwka               | Богданівка      | Богдановка (Bogdanowka)                  |
| Dowha Pustosch           | Довга Пустош    | Долгая Пустошь (Dolgaja Pustosch)        |
| Dudkyn Haj               | Дудкин Гай      | Дудкин Гай (Dudkin Gai)                  |
| Haluschtschyna Hreblja   | Галущина Гребля | Галущина Гребля (Galuschtschina Greblja) |
| Kruta Balka              | Крута Балка     | Крутая Балка (Krutaja Balka)             |
| Kustolowe                | Кустолове       | Кустолово (Kustolowo)                    |
| Luhowe                   | Лугове          | Луговое (Lugowoje)                       |
| Mali Solonzi             | Малі Солонці    | Малые Солонцы (Malyje Solonzy)           |
| Muschyna Hreblja         | Мушина Гребля   | Мушина Гребля (Muschina Greblja)         |
| Rajduschne               | Райдужне        | Радужное (Raduschnoje)                   |
| Sucha Majatschka         | Суха Маячка     | Сухая Маячка (Suchaja Majatschka)        |
| Warwariwka               | Варварівка      | Варваровка (Warwarowka)                  |
| Wesselka                 | Веселка         | Веселка                                  |
| Wilnyj Step              | Вільний Степ    | Вольная Степь (Wolnaja Step)             |
| Wowkiwka                 | Вовківка        | Волковка (Wolkowka)                      |